# Allium sphaerocephalon
Allium sphaerocephalon L., 1753, detto aglio rotondo  o aglio delle bisce in alcune zone dell'Italia, è una pianta erbacea bulbosa della famiglia delle Amaryllidaceae.

## Distribuzione e habitat
La pianta, di origine eurasiatica, si è diffusa in tutto il bacino del Mediterraneo.

Cresce fino a 1800 m s.l.m. in zone aride e sassose.

## Tassonomia
Comprende le seguenti sottospecie:
- Allium sphaerocephalon subsp. arvense (Guss.) Arcang.
- Allium sphaerocephalon subsp. laxiflorum (Guss.) Giardina & Raimondo
- Allium sphaerocephalon subsp. sphaerocephalon
- Allium sphaerocephalon subsp. trachypus (Boiss. & Spruner) K.Richt.

## Usi
Viene usata in erboristeria per le sue proprietà vermifughe, ipotensive e spasmolitiche.